# Carl Christian Andersen

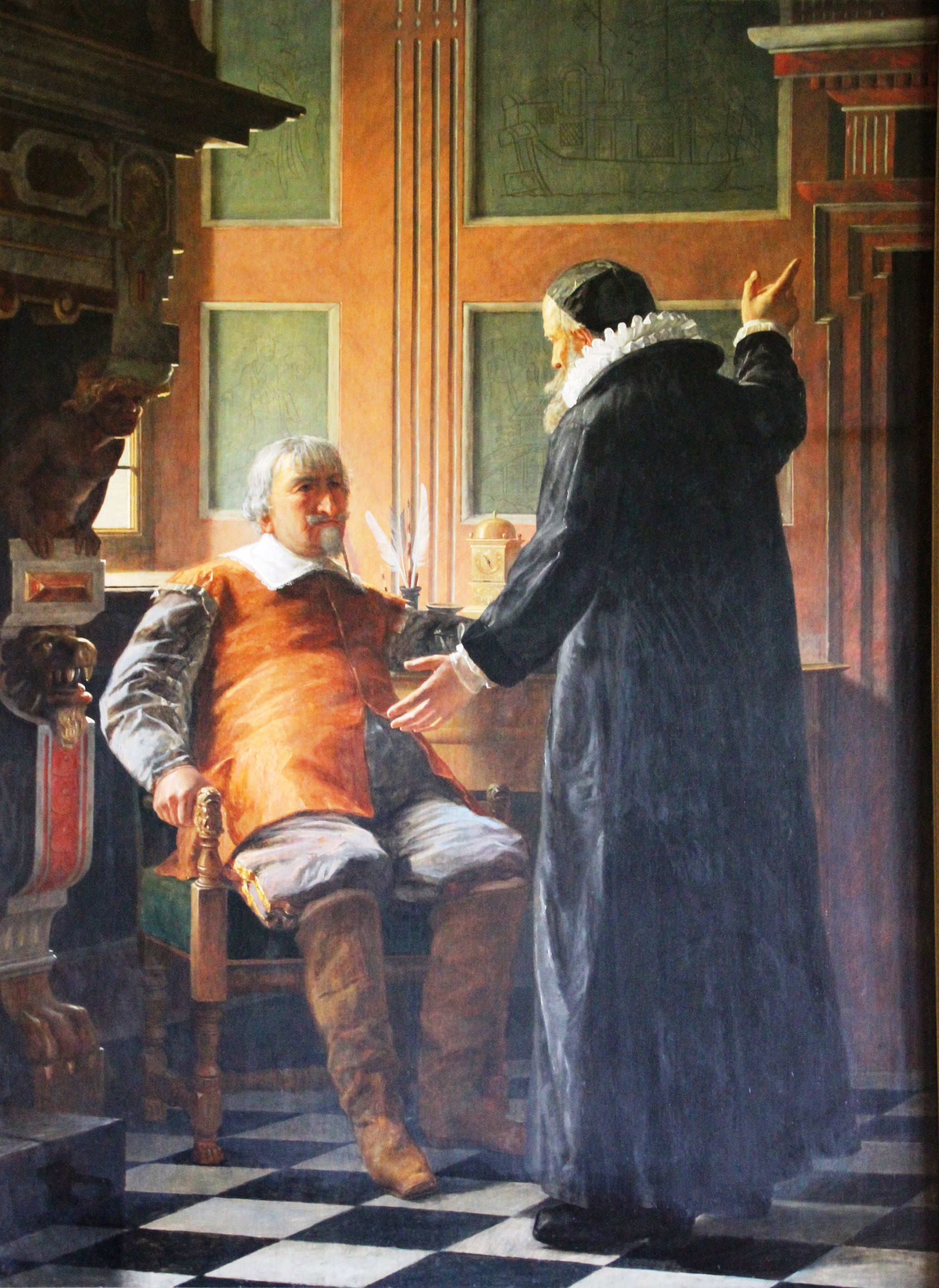
Ole Vind prædiker for Christian IV, Frederiksborgs slott

Carl Christian Andersen, född 7 november 1849 i Köpenhamn, död 2 augusti 1908 i Hellerup, var en dansk målare och konservator.
C.C. Andersen var son till väktaren Niels och Ane Kirstine Andersen. Efter konstutbildning hade han sin första utställning 1871. Åren 1882-83 gjorde han en längre resa till Italien, Spanien och Tunisien. 
Han har målat genrebilder, byggnader, porträtt och historiska bilder.  
C.C. Andersen började 1894, tillsammans med Emil Ferdinand Svitzer Lund, utgivandet av Danske malede Portrætter, innan hans arbetsförmåga sattes ned av sjukdom.
Han var gift med Elisabeth Wienberg.